# Радянська комп'ютерна техніка
Радянська комп’ютерна техніка — засоби ЕОМ, які випускались в СРСР або по кооперації з країнами РЕВ.
Перші розробки обчислювальних систем та машин у СРСР почалися в кінці 1940-х - початку 1950-х років: машини МЕЛМ (рос. МЭСМ) та М-1 .
До середини 1980-х років у радянській технічній термінології замість «комп'ютер» застосовувався термін «електронно-обчислювальна машина» (ЕОМ).
Завершення періоду припадає на початок і середину 1990-х — час розпаду СРСР, коли більшість розробок було припинено або значно скорочено.

## 1950-ті - початок 1970-х
- 5Е261, 5Е261/2, 5Е262, 5Е265, 5Е265/6, 5Е266 - керуючі для ППО (див. Числовий обчислювальний комплекс та С-300[1]
- 5Е89 - МНІІ 1
- Арагац
- АС-6 - апаратура сполучення, див. БЭСМ-6
- АСВТ і АСВТ-М: М-4000/4030, М-400, М-40, М-6000, М-7000
- БЭСМ: БЭСМ-1, БЭСМ-2, БЭСМ-3, БЭСМ-3М, БЭСМ-4, БЭСМ-4М, БЭСМ-6
- Весна і Сніг
- Діана, Діана-2 - керуючі машини в системах управління реального часу, 1955 рік [2]
- Дніпро, Дніпро-2
- ЄС ЕОМ
  - Ряд 1: ЄС-1010, ЄС-1012, ЄС-1020, ЄС-1021, ЄС-1022, ЄС-1030, ЄС-1032, ЄС-1033, ЄС-1040, ЄС-1050, ЄС-1060
  - Ряд 2: ЄС-1015, ЄС-1025, ЄС-1035, ЄС-1045, ЄС-1055, ЄС-1061, ЄС-1065
  - Ряд 3: ЄС-1036, ЄС-1046, ЄС-1066
- КВМ-1 - НІІУВМ
- Київ
- Курс - Я.А.Хетагуров (ЦМНІІ-1), 1959
- Луч [3]
- М: М-1, М-2, М-3 (ВНІІЕМ, Борис Каган і Володимир Долкарт, розвиток в машини серії Мінськ і Раздан), М-3М, М-4, M-5, M-7, M-9, М-10, М-13, М-20, М-40, М-50,  М-220, М-220а, М-222, М-400, М-5000  lt: M5000, М-6000, М-7000
- МАРС
- Мінськ: Мінськ-1, Мінськ-2, Мінськ-22, Мінськ-32
- Мінськ-222 - багатомашинний комплекс
- МИР: МИР-1, МИР-2, МИР-3
- МН (моделі нелінійні) [4]: МН-2, МН-3, МН-4, МН-5, МН -7, МН-7М, МН-8, МН-9, МН-10, МН-10М, МН-11, МН-14  <! - фотографія МН-14 з архіву РІАН ->, МН-14-1, МН-14-2, МН-17, МН-17М, МН-18
- МЕСМ
- МППИ-1
- Наірі: Наірі-1, Наірі-К, Наірі-М, Наірі-С, Наірі-2, Наірі-3, Наірі-4, Наірі-34
- Неміга
- Промінь
- ПС-2000, ПС-3000
- Раздан, Раздан-2, Раздан-3
- РВМ-1, релейна, розробка 1954-1957, експлуатація до 1965, розробник І. І. Бессонов
- Рута-110
- Сетунь, Сетунь-70
- СПД-9000 - система підготовки даних [5]
- Спектр-4, лампова, 1959 г, система ППО
- Стріла
- Тятива - НІІА, Н. Я. Матюхін, Мінськ, ППО, 1960 г
- УМ: УМ-1НХ - версія для народного господарства; УМ1 - керуюча ЕОМ для підводних човнів, розробка Ф.Г.Старос та І.В.Берг (Альфред Сарант і Джоел Бар? )
- Урал:  УРАЛ-1, УРАЛ-2, УРАЛ-3, УРАЛ-4, УРАЛ-11, УРАЛ-14, УРАЛ-16
- УЦВМ «МИФИ»
- ЦУМ-1
- ЕБТ Нева 501
- ЕМУ (електронні моделюючі установки): ЕМУ-1, ЕМУ-2, ЕМУ-3, ЕМУ-4, ЕМУ-5, ЕМУ-6, ЕМУ-8, ЕМУ-8а, ЕМУ-10

## Кінець 1970-х— початок 1990-х
- 40У6 мобільна керуюча, 1988 рік, Віртуальний комп'ютерний музей — 40У6, тактова частота — 10 МГц, 5 процесорів, продуктивність близько 2 MIPS, мови Ярус і АК40
- 9В51 (система розрахунку траєкторії для ракет «Луна») — ЛОКОН 9В51
- Агат: Агат-7, Агат-9
- Апогей БК-01
- Асистент-128
- Байт
- Башкирія-2М
- Беста
- БК-0010, БК-0011М
- Вектор-06Ц, Вектор Старт-1200, Вектор Турбо +, ПК6128Ц
- ДВК
- ЄС ПЕОМ: ЄС 1840, EC 1841, EC 1842, EC 1845, EC 1855, EC 1865, ЄС 7978
- ЄС 1766
- ЄС-2701
- Серія "Іскра" (включає наступні моделі: Іскра-226, Іскра-300-2, Іскра-302А, Іскра-341, Іскра-361А, Іскра-363, Іскра-554, Іскра-555, Іскра-1030, Іскра-1031, Іскра-1050, Іскра-1080 , Іскра-1085, Іскра-1256, Іскра-2106, Іскра-2240, Іскра-2302, Іскра-3104, Іскра-286М)
- Істра-4816
- Іриша
- Квант
- Кворум
- Компан — «Комп'ютер Академії Наук»
- Компаньон
- Корвет
- Кріста
- Ленінград-1 і Ленінград-2
- Дельта-С, Дельта-СА
- Лада-2: НВО «Агат» Мінсудпром СРСР, 1985-91, варіанти-2ю, 2М. Корабельна обчислювальна система, архітектура СМ ЕОМ (PDP-11), на основі 585, 1802 і 556 серій ІВ.
- Львів ПК-01
- Маршрут-1 (варіант Раздан-3 для АСУ «Експрес»)
- Мікро-80
- Мікро-86м
- Мікроша
- Мармур — робоча станція проекту «Рубін»
- Нейрон І9.66
- Океан-240
- Орель БК-08
- Оріон-128
- Партнер 01.01
- Пентагон
- ПК8000 (Веста, Сура, Хобі)
- Пошук
- Радуга
- Радіо 86РК
- Світанок І9.22
- Символ (ігровий комп'ютер)
- СМ ЕОМ: СМ-1, СМ-2, СМ-2М, СМ-3, СМ-4, СМ-4П, СМ-1210, СМ-1410, СМ-1420, СМ- 1300, СМ-1600, СМ-1700, СМ-1800, СМ-1810, СМ-1814, СМ-1820, СМ-1834
- Союз-Неон ПК-11/16
- Спеціаліст, Лик, Спеціаліст MX
- Турбо-86м
- Хоббіт (комп'ютер)
- Електроніка
  - Електроніка-60, Електроніка-79, Електроніка 85, Електроніка 88, Електроніка 100/25, Електроніка 200
  - Електроніка 901
  - Електроніка БК-0010
  - Електроніка Д3-28
  - Електроніка К1: К1-10, К1-20
  - Електроніка МС 1502
  - Електроніка МС 1504
  - Електроніка МС 0511 (УКНЦ)
  - Електроніка МС 0515
  - Електроніка МС 0585
  - Електроніка НЦ: НЦ-01 (1974), НЦ-03 (1976), НЦ-8001, НЦ-8010, НЦ-8020 (1981) 
  - Електроніка С5: С5-01, С5-02, С5-11, С5-12, С5-21, С5-41
  - Електроніка СС БІС
- Ельбрус: Ельбрус-1, Ельбрус-2, Ельбрус-3
- ЮТ-88

## Хронологія
Часовий графік появи радянських комп'ютерів (рік вказує початок виробництва або експлуатації машини):

## Організації
- ВНДІ Електромеханіки (ВНІІЕМ), Москва
- Єреванський науково-дослідний інститут математичних машин (НІІММ), Єреван
- Інститут кібернетики НАН України ім. В. М. Глушкова, Київ
- Інститут проблем інформатики Академії Наук (ІПІАН)
- Інститут точної механіки та обчислювальної техніки ім. С. О. Лебедєва (ІТМіОТ), Москва
- Інститут електронних керуючих машин (ІНЕУМ), Москва
- Науково-дослідний центр електронної обчислювальної техніки (НІЦЕВТ), Москва
- НДІ «Аргон» (СКБ-245)
- НДІ «Восход»
- НДІ «Пульсар»
- Науково-дослідний інститут обчислювальних комплексів (НІІВК), Москва
- Науково-дослідний інститут системних досліджень (НИИС), Москва
- Науково-дослідний інститут електронних обчислювальних машин (НИИЭВМ), Мінськ
- Науковий центр (НВО «Науковий центр»), Зеленоград